# Palatální nazála
Znělá palatální nazála je souhláska, která se vyskytuje v některých jazycích. V mezinárodní fonetické abecedě se označuje symbolem ɲ, číselné označení IPA je 118, ekvivalentním symbolem v SAMPA je J.

## Charakteristika
- Způsob artikulace: ražená souhláska (ploziva). Vytváří se pomocí uzávěry (okluze), která brání proudění vzduchu a je na posléze uvolněna, čímž vzniká zvukový dojem – od toho též označení závěrová souhláska (okluziva).
- Místo artikulace: středopatrová souhláska (palatála). Uzávěra se vytváří mezi jazykem a tvrdým patrem.
- Znělost: znělá souhláska – při artikulaci hlasivky kmitají.
- Nosová souhláska (nazála) – vzduch prochází při artikulaci před uvolněním uzávěry nosní dutinou.
- Středová souhláska – vzduch proudí převážně přes střed jazyka spíše než přes jeho boky.
- Pulmonická egresivní hláska – vzduch je při artikulaci vytlačován z plic.

Tato hláska patří mezi sonory, tj. má kromě šumové a i tónovou charakteristiku. V některých jazycích může plnit funkci slabičného jádra – slabikotvorné ɲ [ɲ̩].

## V češtině
V češtině se tato hláska zaznamenává písmenem Ň, ň.
Jako [ɲ] se v domácích slovech rovněž vyslovuje psané /n/ ve skupinách ni, ní a ně [ɲɪ, ɲi:, ɲɛ].

## V jiných jazycích
Tato hláska se vyskytuje ve většině slovanských a románských jazyků, ale také v řečtině, estonštině, japonštině apod. Například v angličtině a norštině se vyskytuje jen v nářeční výslovnosti, není tedy fonémem.
Základní způsoby zápisu
- ň: čeština, slovenština, romština (česká a slovenská, včetně spojení ňi, ňe)
- ń: polština
- ņ: lotyština
- ñ: galicijština, španělština, kečuánština (a některé další indiánské jazyky ovlivněné španělským způsobem zápisu)
- њ: srbština, makedonština
- нь: většina slovanských jazyků užívajících cyrilici
- gn: francouzština, italština
- nh: okcitánština, portugalština, vietnamština
- nj: albánština, chorvatština, nizozemština
- nn: skotská gaelština
- ny: maďarština (dlouhé nny), indonéština, malajština